# Cantó de Mont Agrier
El cantó de Mont Agrier és un cantó francès del departament de la Dordonya, situat al districte de Perigús. Té 11 municipis i el cap és Mont Agrier.

## Municipis
- Cela
- Lu Chapduelh
- Creissac
- Dochac
- Braçac
- Mont Agrier
- Pauçac e Sent Bébian
- Sent Just
- Sent Victor
- Segonzac
- Sent Abre

## Història
| Data d'elecció                           | Identitat      | Partit | Qualitat |
| ---------------------------------------- | -------------- | ------ | -------- |
| 1985-1992                                | Henri Lacour   | RPR    |          |
| 1992-2008                                | Michel Debet   | PS     |          |
| 2008-                                    | Jeannick Nadal | PS     |          |
| les dades anteriors no són pas conegudes |                |        |          |
|                                          |                |        |          |

## Demografia
| 1962  | 1968  | 1975  | 1982  | 1990  | 1999  | 2006  |
| ----- | ----- | ----- | ----- | ----- | ----- | ----- |
| 5.029 | 4.625 | 4.425 | 4.280 | 4.169 | 4.334 | 4.622 |